# Končar (razred raketnih topnjač)
Končar je razred šestih raketnih topnjač, ki so jih zgradili v ladjedelnici Kraljevica v poznih 1970ih za potrebe Jugoslovanske vojne mornarice. Ladje so bile oborožene tako z zahodnimi sistemi (npr. Bofors topovi) in sovjetskimi sistemi (protiladijske rakete). 

## Specifikacije
- Tip: Raketna topnjača
- Izpodriv:  271 ton
- Dolžina: 44,9 m
- Širina: 8,4 m
- Ugrez:  2,6 m
- Pogon: 4 gredi, CODAG;  2 × RR Marine plinski turbini;    2 × MTU dizelska motorja
- Hitrost: največ 38–40 vozlov (70–74 km/h; 44–46 mph), križarjenje 22 vozlov (41 km/h; 25 mph)
- Avtonomija: 5 do 7 dni
- Posadka: 30
- Oborožitev:
- 2 × SS-N-2 Styx protiladijske rakete
- 2 × Bofors 57 mm (2.2 in)/70 Mk1 topova

## Ladje
| Ime                  | Registracije | Oznaka               | Graditelj                      | Lansiranje        | Vstop v uporabo | Status                             |
| -------------------- | ------------ | -------------------- | ------------------------------ | ----------------- | --------------- | ---------------------------------- |
| Rade Končar          | RTOP-401     | Rade Končar          | Titova ladjedelnica Kraljevica | 16. oktober 1976  | Prodana Keniji  |                                    |
| Vlado Ćetković       | RTOP-402     | Vlado Ćetković       | Titova ladjedelnica Kraljevica | 20. Avgust 1977   | Marec 1978      | V uporabi v Hrvaški mornarici      |
| Ramiz Sadiku         | RTOP-403     | Ramiz Sadiku         | Titova ladjedelnica Kraljevica | 24. april 1978    | September 1978  | Razrezana                          |
| Hasan Zahirović-Laca | RTOP-404     | Hasan Zahirović-Laca | Titova ladjedelnica Kraljevica | 9. november 1978  | December 1978   | Ni več v uporabi                   |
| Jordan Nikolov Orce  | RTOP-405     | Jordan Nikolov Orce  | Titova ladjedelnica Kraljevica | 26. april 1979    | Avgust 1979     | V uporabi pri Črnogorski mornarici |
| Ante Banina          | RTOP-406     | Ante Banina          | Titova ladjedelnica Kraljevica | 23. november 1979 | November 1980   | V uporabi pri Črnogorski mornarici |

## Novice v tisku
- Bernadić, Stjepan (Oktober 2013). »Oproštaj bez zvuka sirene« [Farewell without the sounds of sirens]. Hrvatski vojnik (v hrvaščini). Ministry of Defence (432). ISSN 1333-9036. Arhivirano iz prvotnega spletišča dne 12. decembra 2013. Pridobljeno 7. februarja 2015.{{navedi časopis}}:  Vzdrževanje CS1: ref podvaja privzeto (povezava)
- Klarica, Siniša (5. oktober 2010). »Dani ponosa i slave – kako su gardisti otjerali ratne topovnjače iz Zadra« [Days of pride and glory – how the guardsmen run off the gunboats from Zadar]. Zadarski list. Pridobljeno 9. aprila 2014.
- Krnić, Denis (14. februar 2014). »Brodarski institut iz Zagreba obnavlja crnogorske topovnjače« [Brodarski institut from Zagreb renewing Montenegrin missile boats]. Slobodna Dalmacija. Pridobljeno 9. aprila 2014.
- Luković, Siniša (28. oktober 2011). »Pristaništa na Luštici propadaju umjesto da služe pomorskoj floti« [Luštica anchorage deteriorating while it should be used by the Navy Fleet]. Vijesti. Arhivirano iz prvotnega spletišča dne 14. aprila 2014. Pridobljeno 9. aprila 2014.
- Šoštarić, Eduard (7. avgust 2008). »Bitka za jedrenjak 'Jadran'« [Battle for the sailboat 'Jadran']. Nacional. Arhivirano iz prvotnega spletišča dne 16. julija 2012. Pridobljeno 31. januarja 2014.
- Luković, Siniša (17. november 2014). »Vojska CG prodala topovnjaču Keniji« [Army of Montenegro sold a missile boat to Kenya]. Vijesti. Arhivirano iz prvotnega spletišča dne 22. decembra 2014. Pridobljeno 13. decembra 2014.
- Luković, Siniša (11. december 2014). »Nestaje još jedan ratni brod bivše Ratne mornarice« [Another warship of the former Yugoslav Navy disappears]. Vijesti. Arhivirano iz prvotnega spletišča dne 16. decembra 2014. Pridobljeno 13. decembra 2014.